# Charles Martin Smith
Charles Martin Smith (Van Nuys (Los Angeles), 30 oktober 1953) is een Amerikaans acteur, scenarioschrijver en regisseur. Zijn eerste rol was in de hitfilm American Graffiti. Smith speelde ook in het vervolg More American Graffiti en in de films The Buddy Holly Story, Never Cry Wolf en Starman.

## Filmografie
- Bibsys: 5018984
- Biblioteca Nacional de España: XX1124049
- Bibliothèque nationale de France: cb14038298c (data)
- Catàleg d'autoritats de noms i títols de Catalunya: 981058523924806706
- Gemeinsame Normdatei: 138120102
- International Standard Name Identifier: 0000 0001 1689 9178
- Library of Congress Control Number: no95043416
- MusicBrainz: c23900a3-c151-46db-83ba-591bb1cd971e
- Nationale Bibliotheek van Tsjechië: xx0109843
- Nationale bibliotheek van Australië: 43434810
- Nationale Bibliotheek van Israël: 987007451374505171
- Nederlandse Thesaurus van Auteursnamen: 071349456
- SNAC: w6pt2j0p
- Système universitaire de documentation: 059313161
- Trove: 1459072
- Virtual International Authority File: 311016545
- WorldCat: E39PBJh8QmQD39KVJBDWtMMwYP